# Râul Cula
Râul Cula  este un râu din centrul Republicii Moldova fiind unul dintre afluenții de dreapta a Răutului. Cula separă Podișul Ciuluc-Soloneț de Podișul Codrilor, izvorând la granița dinte unitățile de relief menționate. Acesta fiind o apă de suprafață.

## Etimologie
Numele râului este de origine turcică, având ca etimon cuvântul kul / kol - „vale”, „râu”. Denumirea denotă prezența unor stăpânitori pe acestea meleaguri de proveniență turcică, de pecenegi sau cumană (din perioada dominației tătăro-mongolă). În prezent, acest cuvânt este răspândit în majoritatea din limbile turcice actuale: tătară: kul- „râpă”, „ramificație, braț de râu”, „albie de râu”; turcă: kol - „braț de râu”; karakalpacă: kol - „braț de râu”, „afluent”. În regiunile asiatice populate de popoare turcice, se întâlnesc multe hidronime formate cu acest component: Sangan Kol, Kara Kol, Kara Kula, Narân Kol, Sarî Kula.

## Afluenți
Hulboaca, Valea Odăii, Ursoaia, Dârnovățul, Măgurele, Culișoara, Suduroaia, Prihodiștea, Cumpăna.